# Phantasiomyia gracilis
Phantasiomyia gracilis là một loài ruồi trong họ Tachinidae.